# Calesia fulviceps
Calesia fulviceps är en fjärilsart som beskrevs av George Francis Hampson 1926. Calesia fulviceps ingår i släktet Calesia och familjen nattflyn. Inga underarter finns listade i Catalogue of Life.